# René Rottenfluc
René Rottenfluc (Beaumesnil, 19 dicembre 1900 – Parigi, 8 aprile 1962) è stato un lottatore francese, specializzato nella lotta greco-romana e nella lotta libera.

## Biografia
Rappresentò la Francia ai Giochi olimpici estivi di Parigi 1924, dove venne schienato al primo turno dall'estone Osvald Käpp, nel torneo della lotta greco-romana pesi piuma.
Ai Giochi olimpici di Amsterdam 1928 di terminò al quarto posto nel torneo della lotta libera pesi piuma, in cui perse la finale per il bronzo contro lo svizzero Hans Minder.
Si laureò campione continentale agli europei di Parigi 1929, dove precedette sul podio il belga Joseph Dillen e lo svizzero Denis Perret.

## Palmarès
| Anno | Manifestazione  | Sede      | Evento                          | Risultato | Note |
| ---- | --------------- | --------- | ------------------------------- | --------- | ---- |
| 1924 | Giochi olimpici | Parigi    | Lotta greco-romana - Pesi piuma | 18º       |      |
| 1928 | Giochi olimpici | Amsterdam | Lotta libera - Pesi piuma       | 4º        |      |
| 1929 | Europei         | Parigi    | Lotta libera 61 kg              | Oro       |      |